# Староизобильная
Староизоби́льная — станица в Изобильненском районе (городском округе) Ставропольского края Российской Федерации.

## Варианты названия
- Изобильная,
- Изобильное,
- Изобильный,
- Старо-Изобиленская,
- Старо-Изобильненская,
- Старо-Изобильное,
- Староизобильненский[2],
- Хутор Дальний[3].

## География
Расстояние до краевого центра: 36 км.
Расстояние до районного центра: 10 км.

## История
Основана 9 октября 1805 года как хутор Дальний. Под названием хутор Изобильный находилась на землях станицы Рождественской.
До 2017 года станица была административным центром упразднённого Староизобильненского сельсовета.

## Население
| 1832  | 1855  | 1868  | 1876  | 1882 | 1896 | 1910  | 1916  | 1989  |
| ----- | ----- | ----- | ----- | ---- | ---- | ----- | ----- | ----- |
| 115   | ↗267  | ↗276  | ↗413  | ↗595 | ↗727 | ↗1230 | ↗1994 | ↗2006 |
| 2002  | 2010  | 2014  | 2021  |      |      |       |       |       |
| ↗2519 | ↘2479 | ↘2400 | ↗2820 |      |      |       |       |       |

Национальный состав
Согласно переписи 2010 года: русские — 94 %, армяне — 1 %, украинцы — 1 % и др.

## Инфраструктура
Дом культуры, детский сад № 29, врачебная амбулатория, аптека.
Средняя общеобразовательная школа № 15. Открыта 7 февраля 1975 года.
У восточной окраины станицы расположено общественное открытое кладбище площадью 11 тыс. м².

## Экономика
Свиноферма, МТФ, хлебопекарня, СПК колхоз «Рассвет».

## Спорт
В станице расположен ипподром «Староизобильненский». На ипподроме проходят скачки в День станицы, День города Изобильного и в другие праздники.
Также в станице есть стадион, являющийся домашним стадионом футбольного клуба «Рассвет», играющего в Открытом первенстве Изобильненского района.

## Транспорт
Из Изобильного в Староизобильную каждый час ходят пригородные автобусы по маршруту № 109.
Автомобильный транспорт
К станице существует подъезд со стороны региональной трассы 07К-036 "Ставрополь—Красногвардейское", также через Староизобильную проходит трасса местного районного значения "Изобильный—Смыков".

## Люди, связанные со станицей
- Новиков Иван Иванович (1923) - участник Великой Отечественной войны 1941-1945 гг., награждён орденами: Красной Звезды, Великой Отечественной войны[17]

## Памятники
- Братская могила воинов, погибших в годы гражданской и Великой Отечественной войн. 1918—1920, 1942—1943, 1957 года[18].